# Ellen Auerbach
Ellen Auerbach (Karlsruhe, Alemania, 20 de mayo de 1906 — Nueva York, Estados Unidos, 30 de julio de 2004) fue una importante fotógrafa alemana de las vanguardias, inicialmente conocida por su nombre de soltera, Ellen Rosenberg.

## Biografía
Su formación artística comenzó inicialmente en su entorno geográfico, en Karlsruhe y en Stuttgart, antes de desplazarse a Berlín. Allí, a fines de los años 1920, fundó el estudio fotográfico ringl + pit junto con Grete Stern, fotógrafa que se había formado en la Escuela de la Bauhaus. Ellen Rosenberg también recibió formación de uno de los antiguos profesores de esta afamada escuela, Walter Peterhans, gracias al cual conoció a la propia Grete.
Entre sus colaboraciones, aparte de su trabajo junto a Grete Stern, también trabajó con el director de cine argentino, Horacio Coppola, con el cual coincidió en la Bauhaus, y con el mismo Walter Auerbach, escenógrafo, con quien se casaría para poder emigrar a Estados Unidos.
Debido a su origen judío, con la llegada de Adolf Hitler al poder abandonó Alemania con su marido en dirección al Mandato de Palestina, aunque posteriormente vivieron en Londres y terminarían emigrando a Estados Unidos (en 1937).
Su trabajo no tardó en hacerse conocido y considerado en la capital alemana, principalmente en los campos de la publicidad y el retrato.
También experimentó con el cine, creando la película experimental en blanco y negro Heiterer Tag auf Rügen (Día bochornoso en la isla de Rügen) y un corto dramático mudo, Gretchen hat Ausgang (Gretchen tiene éxito). En Londres conoció a Bertolt Brecht e hizo un cortometraje mudo donde se le ve recitando poemas.

## Homenajes
- 2006: Retrospectiva „Hommage à Pit“ con motivo del 100 aniversario de su nacimiento. Pinakothek der Moderne (Munich)